# Darío Husaín
Darío Fernando Husaín, (Haedo, 2 de maio de 1976 em Haedo na Província de Buenos Aires), é um jogador argentino de futebol. Atualmente joga pelo Itumbiara. Seu irmão Claudio Husaín também é futebolista profissional.